# Kateryna Saryzka

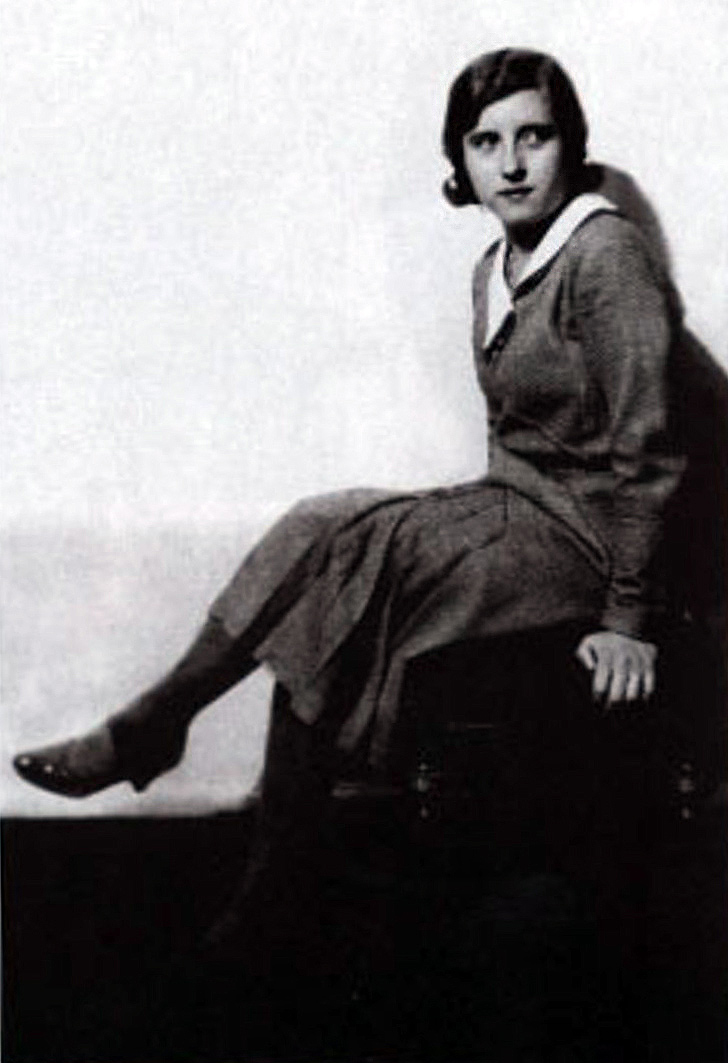
Kateryna Saryzka (1930)

Kateryna Myroniwna Saryzka (ukrainisch Катерина Миронівна Зарицька, * 3. November 1914 in Kolomyja, Galizien; † 29. August 1986 in Wolotschysk) war eine sowjetisch-ukrainische politische Aktivistin und Verbindungsperson der Ukrainischen Aufständischen Armee.

## Biografie
Sie entstammte einer galizischen Priesterfamilie. Von 1923 bis 1925 besuchte sie ein Gymnasium in Ternopil. Von 1925 bis 1932 besuchte sie ein privates Frauengymnasium in Lwiw. 1930 trat sie dem Jugendverband der Organisation Ukrainischer Nationalisten (OUN) bei. Sie wurde zu einer Referenzperson für die Propagandaabteilung des Jugendnetzwerks der OUN und verbreitete verbotene Literatur. 1932 wurde sie Teil einer nur aus Frauen bestandenen Kampfaufklärungsgruppe. Sie studierte von 1932 bis 1934 und von 1942 bis 1944 am Lwiwer Polytechnikum.
1934 liquidierten OUN-Mitglieder als Vergeltung für die Befriedung der Ukrainer in Ostgalizien den polnischen Innenminister Bronisław Pieracki. Saryzka war die jüngste Angeklagte des Warschauer Prozesses. Da sie nicht direkt an der Ermordung des Ministers beteiligt war, sondern dem Attentäter Hryhorij Mazejko zur Flucht verhalf, erhielt sie eine Freiheitsstrafe von 8 Jahren. Im Rahmen einer Amnestie wurde ihre Haftstrafe auf vier Jahre verkürzt. Im Gefängnis traf sie ihren ehemaligen Klassenkameraden Mychajlo Soroka. Ein örtlicher Kaplan half den beiden, sich gegenseitig Briefe zuzuschicken. Sie wurde im Mai 1939 freigelassen und heiratete Mychajlo im November 1939 in der Sankt-Georgs-Kathedrale.
Im März 1940 wurde Saryzka von NKWD-Offizieren wegen Nationalismusvorwürfen verhaftet. Soroka setzte sich für seine damals schwangere Frau ein und wurde festgenommen. Das Paar wurde wegen Beteiligung an OUN-Aktivitäten verurteilt. Saryzka brachte im Gefängnis Bryhidky am 2. September 1940 ihren Sohn Bohdan zur Welt. Er wurde Saryzkas Eltern zur Erziehung übergeben. Sie sah ihren Ehemann nie wieder.
Während der deutschen Offensive auf Lwiw im Juni 1941 floh Saryzka aus dem Gefängnis. Sie organisierte ein Untergrund-Frauennetzwerk in der Stadt, betrieb politische Bildungsarbeit für Frauen und stellte Medikamente zur Verfügung. Von 1941 bis 1943 war Saryzka die regionale Leiterin des Frauennetzwerks der OUN. Ab 1943 war sie Organisatorin und Leiterin des ukrainischen Roten Kreuzes, arbeitete in der Propagandaabteilung der OUN und verfasste politisch orientierte Artikel, die sie mit einem Pseudonym unterzeichnete. Sie war eine Verbindungsperson für den Oberbefehlshaber der Ukrainischen Aufständischen Armee (UPA) Roman Schuchewytsch. Sie richtete für ihn in verschiedenen Städten geheime Wohnungen ein. 1945 wurde Saryzka das Silberne Verdienstkreuz der UPA verliehen. Ab 1946 beteiligte sie sich an der Arbeit des Propagandazentrums der OUN und verfasste mehrere gesellschaftspolitische Werke.
Am 21. September 1947 reiste Saryzka nach Chodoriw, um sich mit einer anderen Verbindungsperson zu treffen. Dort versuchten MGB-Offiziere sie zu verhaften. Sie verletzte einen von ihnen mit einer Schusswaffe. Um nicht lebend in die Hände der sowjetischen Geheimdienste zu fallen, biss sie in eine Giftampulle, die sie an einer Kette um den Hals trug. Das Gift wurde ihr ausgepumpt, da der Befehl vorlag, sie lebend festzunehmen. Es wurde ein Foto von ihr in bewusstloser Verfassung gemacht, welches ihren Tod beweisen sollte. Das MGB verteilte das Foto unter den Rebellen und verwendete es bei Verhören, weil die Rebellen trotz Folter keine Aussagen gegen ihre lebenden Kollegen und Kolleginnen machten. Die Redaktion der Zeitschrift Ideja i Tschyn, bei der Saryzka angestellt war, veröffentlichte einen Nachruf über sie. Der ukrainische Untergrund war davon überzeugt, dass Saryzka tot sei. 1948 wurde sie zu 25 Jahren Haft verurteilt. Sie war bis 1952 in Einzelhaft in Lwiw und wurde später zum Zentralgefängnis Wladimir transferiert.
Im September 1972 wurde Saryzka freigelassen. Es wurde ihr verboten, in der Westukraine zu leben, weshalb sie sich in Wolotschysk niederließ. Während ihren letzten Lebensjahren setzte sie sich für politische Gefangene ein. Sie und ihr Ehemann sind zusammen auf dem Lytschakiwski-Friedhof beigesetzt. In Krementschuk ist eine Straße nach Saryzka benannt.